# داريل والاس جونيور
داريل والاس جونيور (بالإنجليزية: Darrell Wallace, Jr.)‏ هو سائق سيارة سباق أمريكي، ولد في 8 أكتوبر 1993 في موبيل في الولايات المتحدة.

## وصلات خارجية
- الموقع الرسمي
- داريل والاس جونيور على موقع Racing-Reference.info (الإنجليزية)